# Pilier de Haggit
Le pilier de Haggit (ou Haggits Pillar) est un stack de 63 m d'altitude de l'océan Austral. Il se situe à 505 km au nord-est de cap Adare, l’extrémité nord-est de la Terre Victoria, et à 250 m à l'ouest de l'île Scott.
Il fut découvert le 25 décembre 1902 par le capitaine William Colbeck, commandant du SY Morning, bateau de soutien de l’expédition Discovery du capitaine Robert Falcon Scott. Il baptisa le stack en hommage à son frère aîné du nom de Haggit.